# مزم
مزم (به لاتین: Məzəm، تا ۲۰۰۰ میلادی مازام‌لی Mazamlı) یک منطقه مسکونی در جمهوری آذربایجان است که در شهرستان قزاق واقع شده است. مزم ۳۴۳ نفر جمعیت دارد.